# KJ Sawka
Kevin Joseph Sawka (Seattle, 10 ottobre 1977) è un batterista, polistrumentista, produttore discografico e disc jockey statunitense.
La particolarità di quest'artista sta nel saper suonare rigorosamente dal vivo musica jungle e drum and bass utilizzando la batteria acustica (e un sintetizzatore per le basslines e le melodie), a differenza della generale tendenza presente nei DJ e produttori di questo genere, che utilizzano esclusivamente drum machine.

## Biografia
KJ Sawka ha iniziato la propria attività musicale all'età di 12 anni, in seguito a un incidente occorso alla mano. All'età di 18 anni ha cominciato ad appassionarsi alla drum and bass, periodo nel quale suonava in uno dei vari gruppi rock del panorama underground di Seattle. Dopo aver ascoltato un brano del DJ britannico LTJ Bukem decise di riprodurre i beat frenetici della jungle con la sua batteria.
La configurazione della batteria, che gli permette una maggiore capacità di improvvisazione, è fortemente personalizzata ed è dettata dal tipo di musica suonato: sono presenti ad esempio molti piatti disposti a coppie con le campane poste una sull'altra, e vari tipi di rullante. Rispetto agli album in studio, più curati nelle parti elettroniche, nelle esibizioni dal vivo la parte di batteria è predominante.
A partire dal 2010 è divenuto il batterista del gruppo musicale drum and bass australiano Pendulum, con i quali ha pubblicato Immersion.
Nel 2012, insieme ai produttori Excision e Downlink, ha fondato il supergruppo Destroid, di cui è il batterista.
Il 28 aprile 2015 KJ Sawka ha fondato l'etichetta discografica indipendente Impossible Records.

## Discografia

### Da solista
Album in studio
- 2005 – Synchronized Decompression
- 2007 – Cyclonic Steel
- 2009 – Undefined Connectivity

Album dal vivo
- 2008 – Live at Chop Suey

### Con i Pendulum
- 2010 – Immersion

### Con i Destroid
- 2013 – The Invasion
- 2014 – The Invasion Remixes